# Nigüella
Nigüella est une commune d’Espagne, dans la province de Saragosse, communauté autonome d'Aragon comarque de Comunidad de Calatayud.

## Géographie
Le village est situé à 72 kilomètres de Saragosse, sur les rivières Aranda et Isuela.

## Économie
- Viticulture Vignoble d'Aragon

## Lieux et monuments
L'église mudéja fut détruite en 1980.
Aujourd'hui il y a une église moderniste.

## Personnalités
{...}